# Liberdade de informação
Liberdade de informação é uma extensão da liberdade de expressão, um dos direitos humanos reconhecidos pela lei internacional, que hoje em dia é geralmente melhor entendida como liberdade de expressão em qualquer meio, seja oralmente, na escrita, no formato impresso e na Internet ou através de formas de arte. Isto significa que a protecção da liberdade de expressão como um direito incluiu não só o conteúdo, mas também os meios de expressão.
Liberdade de informação pode também referir-se ao direito à privacidade no contexto da Internet e das tecnologias de informação. Tal como o direito à liberdade de expressão, o direito à privacidade é um dos direitos humanos reconhecidos e a liberdade de informação actua como uma extensão desse direito.
Em último lugar, a liberdade de informação pode incluir a oposição a patentes, direitos de autor ou propriedade intelectual em geral.